# Jan z Lejdy

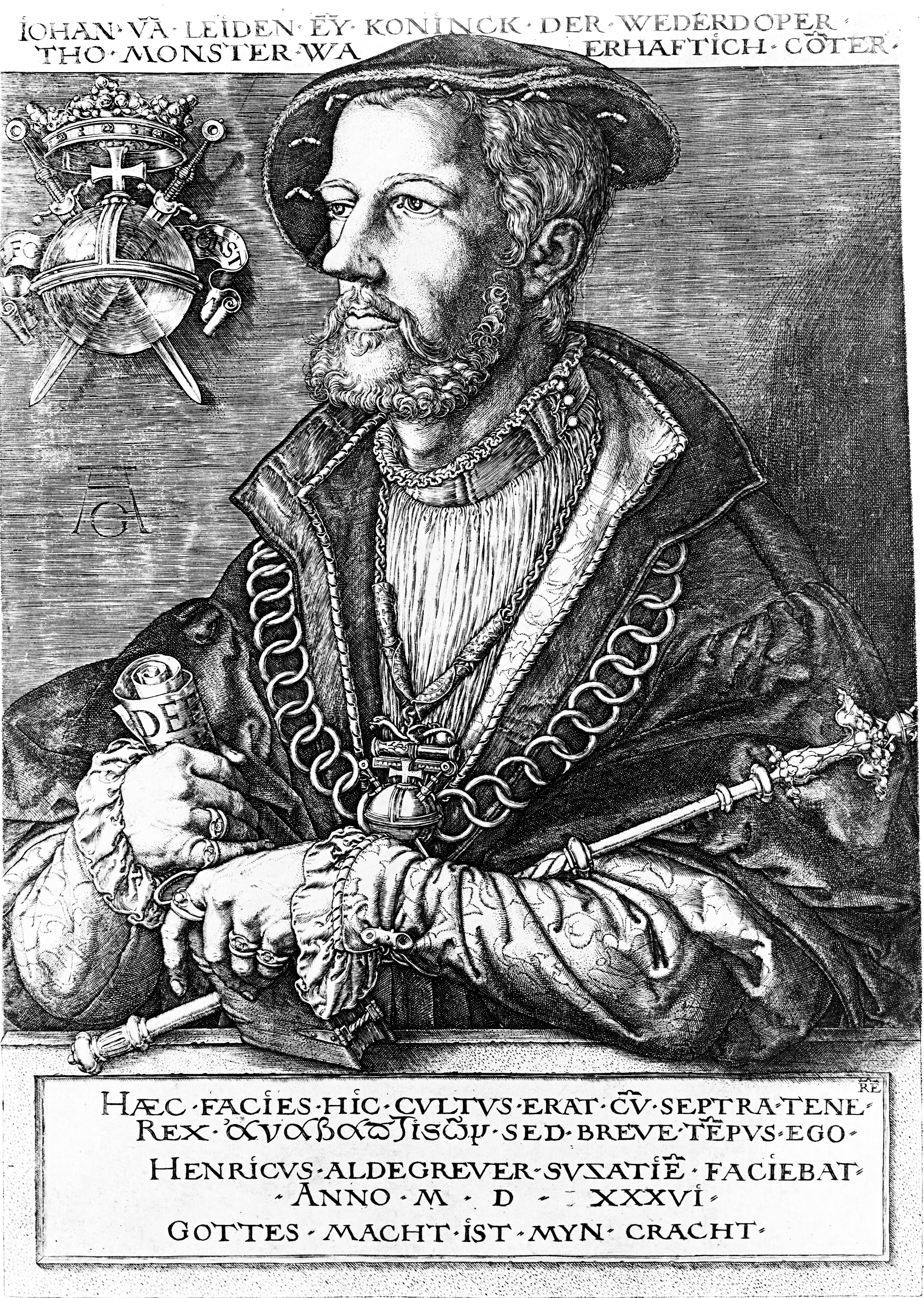
Portret Jana z Lejdy jako „króla Syjonu” autorstwa Heinricha Aldegrevera, sporządzony na krótko przed egzekucją w 1536 roku.

Jan z Lejdy (hol. Jan van Leiden lub Jan (Johan) van Leyden, właściwie Johann Bockelson lub Johan Beukelszoon) (ur. ok. 1509, zm. 22 stycznia 1536) – przywódca anabaptystów urodzony nieopodal holenderskiego miasta Lejda, z zawodu krawiec.

## Życiorys
W 1533 roku przeniósł się do niemieckiego miasta Münster w Westfalii, gdzie stał się wpływowym prorokiem i jednym z liderów miejscowych anabaptystów którzy przejęli kontrolę na miastem. Jan zdołał przekształcić Münster w teokratyczno-egalitarną komunę i wprowadził m.in. wspólnotę własności i produkcji oraz wielożeństwo (sam miał mieć 16 żon), a w 1534 roku ogłosił się „królem Syjonu”.
W czerwcu 1535 roku, na skutek zdrady w szeregach anabaptystów, miasto zostało zdobyte przez katolickie wojska biskupa Münsteru Franza z Waldeck, sam Jan z Lejdy został wzięty do niewoli i po torturach został stracony razem z innymi przywódcami anabaptystów.